# Potere assoluto (film 2002)
Potere assoluto è un film di fantascienza del 2002 diretto da Steve Taylor.

## Trama
Quattro ragazzi emarginati, Reese, Ashley, Zack e Phoebe, si vedono man mano esclusi dalla vita sociale della loro scuola.
Reese, giovane goth trasferitosi da poco nella nuova scuola, dove il padre ha trovato lavoro come professore di chimica, ha perso da poco la madre, suicidatasi tagliandosi le vene. Avendola trovata in quello stato è colto da tremendi sensi di colpa.
Zack è il capogruppo, un intellettuale, assai disponibile sia con il nuovo arrivato Reese sia con sua sorella Ashley e Phoebe. Ashley è la sorella di Zack, una persona fredda, calcolatrice e dominatrice. Vuole sempre averla vinta su tutto. Phoebe è la classica ragazza acqua e sapone, timida ed impacciata, che viene presa in giro da tutti nella scuola a causa della sua goffaggine.
Un giorno i quattro trovano per caso, in un appezzamento di terra sperduto nella foresta, una fonte di energia protonica che stimola le cellule in modo esponenziale, dando a chi ne è sottoposto capacità speciali legate all'indole della persona stessa. Zack, che trova il modo di concentrare e canalizzare tale energia, acquisisce il potere di leggere nella mente, Ashley quello di sottomettere gli altri, a cui può ordinare delle azioni, Reese riesce a guarire se stesso e gli altri, Phoebe usa la telecinesi per lanciare oggetti e volare.
I quattro amici iniziano così a vendicarsi dei loro compagni di scuola, usando i loro poteri in maniera abbastanza blanda, ma presto la sensazione di potenza data dai poteri na compromette la lucidità. Tutto sembra andare bene finché Ashley non impazzisce a causa del troppo potere, autoproclamandosi Divinità di tutti. Dopo aver ucciso il preside si mette contro i suoi stessi amici, cercando di ucciderli. Assume il controllo dell'intera scuola rendendo tutti suoi schiavi e costringendoli a vivere le proprie paure. Intrappola così anche i professori e suo fratello Zack.
Dopo alcuni scontri, Reese riesce a sconfiggere Ashley, confinandola in un mondo immaginario legato alla scuola che lei odia e facendola cadere in stato catatonico. Riporta in vita Phoebe - che era stata ferita in uno scontro con Ashley - e salva Zack dal mondo immaginario in cui la sorella lo aveva gettato.
Tornando dove avevano trovato l'energia protonica, i tre amici scoprono che oramai non ve n'è più traccia.
Nell'ultima scena Ashley è in un manicomio, seduta in giardino, quando gli si avvicina un professore che, essendo ancora sotto il suo incantesimo verbale, la considera una divinità. Le porge un pezzo di roccia che ha immagazzinato l'energia protonica, permettendole di far scaturire nuovamente il suo potere.